# Enciclopedia Doosan
L'Enciclopedia Doosan (두산세계대백과사전?, Dusan segye daebaekgwa sajeonLR) è un'enciclopedia in lingua coreana pubblicata dal gruppo Doosan Dong-A. L'enciclopedia è basata sull'enciclopedia Dong-A Color Encyclopedia (동아원색세계대백과사전?), che comprende 30 volumi e iniziò ad essere pubblicata nel 1982 dalla società Dong-A Publishing, la quale fu inglobata nella Doosan Dong-A, una sussidiaria del Gruppo Doosan, nel febbraio 1985.

## Edizione digitale

### EnCyber
La versione elettronica disponibile online dell'Enciclopedia Doosan è chiamata EnCyber, che è una contrazione delle due parole inglesi Encyclopedia e Cyber. La società pubblicante ha stabilito che, con questo marchio commerciale, essa punta a divenire un centro di conoscenza viva.
EnCyber fornisce contenuti ai lettori in maniera gratuita attraverso i portali web sudcoreani quali Naver. Naver ha potuto raggiungere i vertici nel mercato dei motori di ricerca sudcoreani in parte proprio per la presenza dell'accesso all'enciclopedia online, per la quale pagò miliardi di won di royalty quando stipulò un contratto di esclusiva con Doosan Dong-A nel 2003.
Gli articoli presenti nell'enciclopedia puntano ad educare lettori di ogni gruppo d'età. Nel 2004 essa era considerata una delle più importanti enciclopedie della Corea del Sud, mentre nel 2009 la più grande enciclopedia online del Paese.

### Doopedia
Il 1º novembre 2010, l'edizione digitale Encyclopedia è stata rinominata Doopedia, un neologismo sincratico del nome della società Doosan e della parola inglese Encyclopedia.